# Абоадела
Абоадела (порт. Aboadela)  — район (фрегезія) в Португалії, входить до округу Порту. Є складовою частиною муніципалітету  амаранту. За старим адміністративним поділом входив в провінцію Дору-Літорал. Входить в економіко-статистичний субрегіон  Тамега, який входить в Північний регіон. Населення становить 887 людей на 2001 рік. Займає площу 20,85 км². 
| Португалія | Це незавершена стаття з географії Португалії. Ви можете допомогти проєкту, виправивши або дописавши її. |